# Restriction mentale
La  restriction mentale (en latin : mentalis restrictio) est une façon d'exprimer une contre-vérité tout en évitant le mensonge au sens strict. Cette doctrine est une branche de la casuistique qui s'est développée depuis le Moyen Âge et la Renaissance.
La restriction mentale correspond à une déclaration d'intention dont l'auteur n'accepte pas intégralement la signification ou les conséquences. Cette restriction est secrète quand elle est dissimulée au destinataire de la déclaration, que des tiers en aient connaissance ou non.
Dans l'histoire moderne, le premier exemple connu est celui de François d'Assise. Cependant, la croyance populaire associe volontiers cette notion de demi-vérité aux Jésuites.

## Utilisation générale
La restriction mentale est discutée en théologie morale et en éthique comme une façon de concilier l'obligation de dire la vérité et celle de ne pas la révéler, par exemple en raison du secret professionnel, de la confession, de clauses de confidentialité ou de situations de persécution religieuse, ou encore lorsqu'une vie humaine est en jeu.
Elle laisse croire à une contre-vérité sans la formuler expressément. Celui qui parle modifie dans sa tête la signification des mots qu'il prononce, si bien que ces mots, grâce à cette signification nouvelle, constituent une affirmation qui correspond à la réalité.
Le canoniste Martín d'Azpilcueta racontait souvent une anecdote afin d'illustrer sa théorie du discours mixte (oratoria mixta) qui combinait parole et communication gestuelle : François d'Assise, qui venait de voir un voleur, aurait déclaré à des personnes qui le poursuivaient : « Il n'est pas passé par ici », en même temps qu'il faisait glisser son doigt dans sa manche.
Martín d'Azpilcueta soutenait que la restriction mentale se composait de vérités « exprimées partiellement dans le discours et partiellement dans l'esprit » et se fondait sur l'idée que Dieu entend ce qui est dans l'esprit de chacun alors que les êtres humains n'entendent que ce qui est prononcé. Par conséquent le devoir moral du chrétien était de dire la vérité à Dieu. Cacher un peu de cette vérité aux oreilles d'auditeurs humains était moral si on le faisait pour servir un plus grand bien. Celui qui se servait de cette doctrine pouvait répondre à haute voix : « je ne sais pas » à un interlocuteur humain et ajouter en silence « vous le dire » à Dieu ; par là il disait toujours la vérité (stricte mentalis).
D'autres auteurs catholiques se sont prononcés en faveur de l'ambiguïté et de la restriction mentale, bien que ces conceptions soient restées controversées à l'intérieur de l'Église catholique, qui ne les a jamais officiellement soutenues.

## Débats éthiques
Les doctrines connexes de restriction mentale et d'ambiguïté ont acquis une fâcheuse réputation en Angleterre pendant l'époque d'Élisabeth Ire et celle de Jacques Ier, quand les agents secrets jésuites qui étaient entrés en Angleterre pour y maintenir le catholicisme furent capturés par les autorités et utilisèrent ces concepts pour se défendre en justice. Robert Southwell (vers 1561-1595), prêtre jésuite qui fut arrêté en Angleterre en 1592 défendit ces doctrines lors de son procès, se heurtant à la résistance bien prévisible des autorités. Southwell fut condamné et exécuté en 1595. Henry Garnet (1555-1606) écrivit une défense de Southwell en 1598 ; capturé par les autorités en 1606 en raison de son rôle dans la conspiration des poudres, il utilisa pour se défendre les mêmes doctrines que Southwell et avec le même résultat : il fut exécuté.
Les protestants considéraient de telles doctrines comme des justifications pures et simples du mensonge. Les éthicistes catholiques émirent eux aussi des objections : au XVIIe siècle le janséniste « Blaise Pascal… attaqua les jésuites pour le laxisme moral qu'il y voyait. » « Vers 1679, la doctrine de restriction mentale était devenue un tel scandale que le pape Innocent XI la condamna officiellement. »
Parmi les autres casuistes qui ont justifié la restriction mentale, on compte Tomás Sánchez, qui a été pris à partie par Pascal dans ses Provinciales - bien que Sanchez eût ajouté différentes restrictions (il ne fallait pas s'en servir dans des circonstances ordinaires, quand on est interrogé par des juges légitimes, quand on interroge sur une croyance, même devant des hérétiques, etc.). Toutes choses dont Pascal n'a pas tenu compte. Des 26 thèses condamnées par le pape Innocent XI, plusieurs figuraient dans les œuvres de Sanchez. L'une d'entre elles assurait : « Si quelqu'un, de lui-même, ou devant d'autres, soit par ce qu'on l'interroge soit de sa propre initiative, que ce soit par jeu ou pour un autre but, jurait qu'il n'a pas fait une chose qu'il a vraiment faite, en ayant à l'esprit quelque chose d'autre qu'effectivement il n'a pas faite, ou avec une façon différente de celle qu'il a employée, ou n'importe quoi d'autre et qui est vrai : celui-là ne ment pas et ne se parjure pas ».
Dans Macbeth, Shakespeare se moque des ambiguïtés de ce genre dans le discours que tient le portier et où il fait directement allusion à la pratique du mensonge sous serment par le biais de l'ambiguïté.
« Par ma foi, c'est un jésuite qui aurait juré pour et contre chacun des bassins d'une balance. Il a commis assez de trahisons pour l'amour de Dieu, et cependant le ciel n'a pas voulu entendre à ses jésuitismes. (Macbeth, acte 2, scène 3) ». Après la condamnation de la restriction mentale au sens strict par Innocent XI, l'ambiguïté a été encore considérée comme orthodoxe, et Alphonse de Liguori l'a fait revivre et l'a défendue. Le jésuite Gabriel Daniel écrivit en 1694 une réponse aux Provinciales intitulée Entretiens de Cléanthe et d'Eudoxe sur les Lettres provinciales, où il accusait Pascal de mensonge, voire d'avoir fait lui-même usage de restriction mentale, en omettant de préciser toutes les limitations apportées par Sanchez dans l'utilisation de cette manière de tromper les gens.
Cette sorte de contrevérité a été formellement condamnée par Kant dans Sur un prétendu droit de mentir par humanité, où il s'opposait à Benjamin Constant. Ce dernier, partant d'une position conséquentialiste, s'opposait résolument à l'impératif catégorique de Kant, soutenant que : « Dire la vérité est bien sûr un devoir ; mais il ne l'est qu'envers celui qui a un droit à la vérité. Personne en effet n'a de droit à une vérité qui fasse du tort à d'autres. »
D'un autre côté, Kant affirmait, dans les Fondements de la métaphysique des mœurs, que tout mensonge, toute tromperie quels qu'ils fussent devaient être interdits quelle que fût leur interprétation et quelles que fussent les circonstances.